# Salviniales
Salviniales (Hydropterides, watervarens) is een orde uit de klasse van de 'echte' varens (Polypodiopsida).
De orde telt twee families met vijf recente geslachten en ongeveer negentig soorten wereldwijd verspreide, aquatische planten, met een voor varens erg afwijkende vorm en levenswijze.
De orde is vernoemd naar het geslacht Salvinia.

## Kenmerken
Salviniales zijn vaatplanten met een zeer duidelijke generatiewisseling, wat ze gemeen hebben met alle andere varens. Verder zijn ze wat vorm en levenswijze erg verschillend van de varens. Alle Salviniales zijn aangepast aan een aquatische levenswijze, de meeste leden van de familie Salviniaceae zijn drijvende waterplanten die bij uitzondering in de modder wortelen, terwijl de Marsileaceae moerasplanten zijn die in diep water ook wel drijvende bladeren ontwikkelen.
De sporofyten bezitten bladen bestaande uit een vruchtbaar deel (sporofoor) en een onvruchtbaar deel (trofofoor). De bladnerven zijn onderling verbonden (anastomose). De wortels en bladstelen bevatten dikwijls luchtkanalen.
De sporendoosjes bezitten geen annulus (een lijn van bijzondere, verdikte cellen van de sporangiumsteel tot de top, die een rol speelt bij het openen van het sporendoosje).
Salviniales verschillen ook van de meeste andere varens doordat ze heterospoor zijn, ze vormen sporen in twee verschillende grootte-klassen: de grote macrosporen en de kleinere microsporen. Deze ontwikkelen zich tot twee verschillende types van gametofyten, respectievelijk vrouwelijke en mannelijke. De gametofyten zijn sterk gereduceerd en ontwikkelen zich endospoor, binnen de spore, en kunnen dus nooit groter worden dan de spore zelf. Deze twee kenmerken, heterosporie en endospore ontwikkeling, maakt dat de Salviniales meer op zaadplanten lijken dan op andere varens.

## Taxonomie
In de taxonomische beschrijving van Smith en anderen uit 2006 wordt de orde Salviniales met een aantal andere ordes in de klasse Polypodiopsida geplaatst. Daarbij werden de ordes Hydropteridales, Marsileales en Pilulariales opgenomen in de orde Salviniales.
De orde is in deze vorm monofyletisch, en omvat twee families met in totaal vijf recente geslachten en ongeveer negentig soorten:
- Orde: Salviniales
  - Familie: Salviniaceae (Vlotvarenfamilie) (incl. Azollaceae)
    - Geslacht: Azolla (Kroosvaren)
    - Geslacht: Salvinia (Vlotvaren}

  - Familie: Marsileaceae (Pilvarenfamilie) (incl. Pilulariaceae)
    - Geslacht: Marsilea
    - Geslacht: Pilularia
    - Geslacht: Regnellidium

Naast deze vijf recente geslachten omvat de orde nog uitgestorven geslachten die enkel als fossiel bekend zijn, zoals Hydropteris.